# Klaus Dibiasi
Klaus Dibiasi (ur. 6 października 1947 w Hall in Tirol) – włoski skoczek do wody, wielokrotny medalista olimpijski.
Urodził się w Tyrolu w Austrii, jednak jego rodzice byli Włochami i dorastał w ich ojczyźnie. Ojciec Carlo także był skoczkiem i brał udział w IO 36. Uchodzi za jednego z najwybitniejszych skoczków do wody w historii. Na igrzyskach debiutował w Tokio w 1964, ostatni raz wystąpił w Montrealu dwanaście lat później. Za każdym razem, podczas czterech startów, zdobywał medale (łącznie pięć). W skokach z wieży zwyciężał trzy razy z rzędu. Na dwóch mistrzostwach świata, w 1973 i 1975, wywalczył po dwa krążki – złoto na wieży i srebro na trampolinie. Stawał na podium mistrzostw Europy. Dwukrotny złoty medalista uniwersjady w 1970.

## Starty olimpijskie
Tokio 1964
- wieża – srebro

Meksyk 1968
- wieża – złoto
- trampolina – srebro

Monachium 1972
- wieża – złoto

Montreal 1976
- wieża – złoto